# Rathjatra

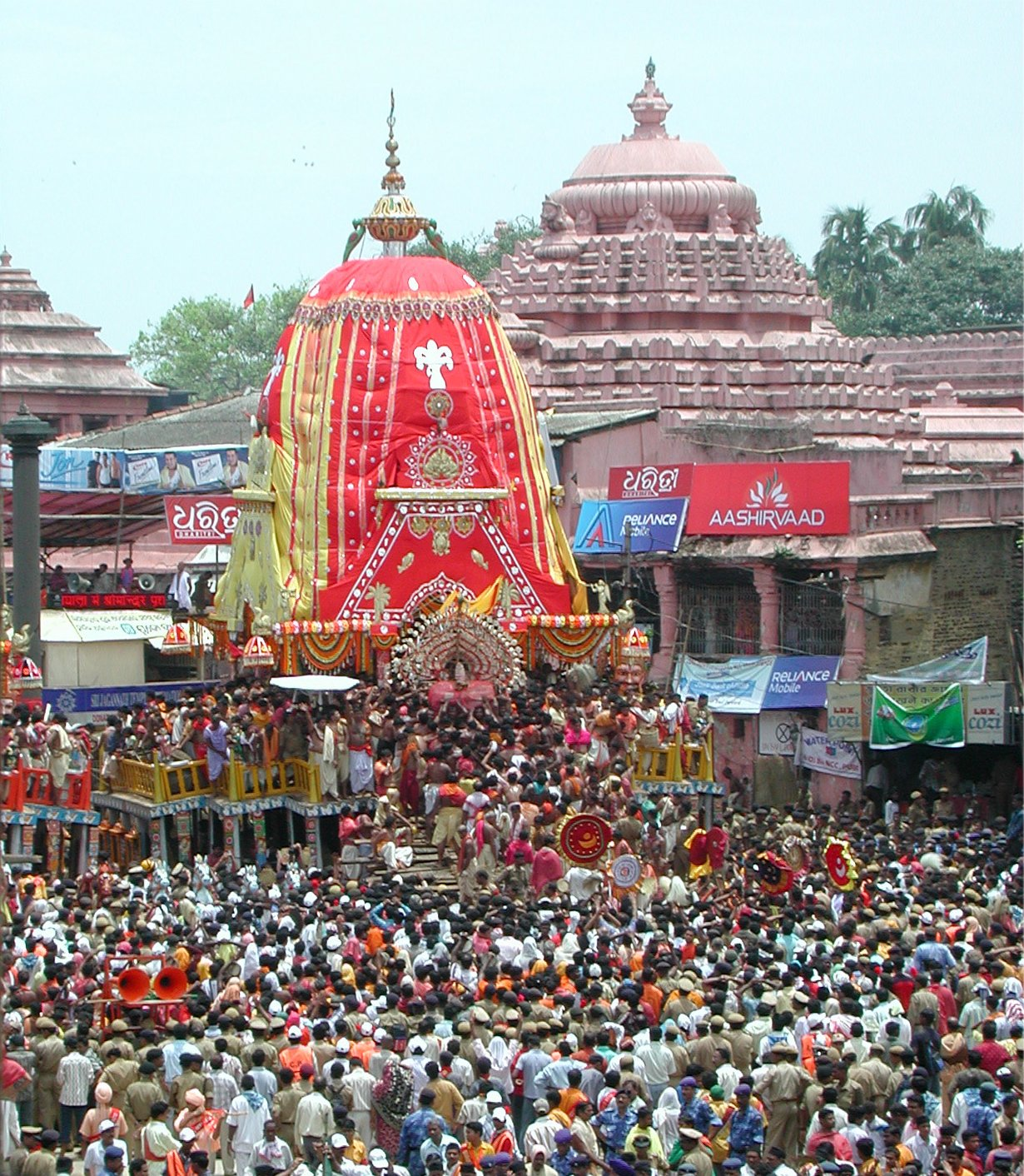
Rathjantra i Puri 2007.

Rathjatra, även kallad vagnsfesten är en årlig hinduisk festival som firas vid början av regntiden i juni och juli. Den firades ursprungligen  i Jagannaths tempel i Puri (Orissa), men firandet har spritt sig till andra städer i Indien.
I Puri förs Jagannaths bild omkring i staden på en ofantlig, 8 meter  hög, 11 meter lång och bred, och i 9 våningar delad vagn med 16 hjul med en diameter på 2 meter. Denna följs av mindre vagnar med bilder föreställandes gudens bror Balarama och syster Subhadra. Dessa dras först av frivilliga pilgrimer, sedan av 4 200 lejda bönder till ett knappt 2 kilometer från templet beläget område och tillbaka igen, vartill åtgår flera dagar. 
Inom den stora på en gång samlade folkmassan (ända till 150 000) förekommer med de ogynnsamma sanitära förhållandena, i den brännande hettan, en mängd sjukdoms- och dödsfall, tidigare i synnerhet i kolera, varutav uppstått föreställningen om självoffring under vagnens hjul. Om också enstaka fall av självmord förekommer, så gör regeringen allt för att förebygga överfyllnad, smitta
och olyckshändelser. Manspillan av utmattning, svält och sjukdom är dock i synnerhet på hemresan under regntiden synnerligen stor.

## Annan betydelse
En rathjatra kan i vissa sammanhang avse även andra religiösa processioner, och inte enbart den ovan beskrivna.